# Harpactea carusoi
Harpactea carusoi là một loài nhện trong họ Dysderidae.
Loài này thuộc chi Harpactea. Harpactea carusoi được miêu tả năm 1974 bởi Alicata.